# El juego del euromillón
El juego del euromillón va ser un concurs cultural emès en Espanya per la cadena Telecinco i produït per Zeppelin TV entre 1998 i 2001, amb un breu retorn en 2009. Va ser una adaptació del format argentí El juego del millón, que fora creat per l'argentí Matias Sarasola en 1995, i popularitzat per Susana Giménez i emès durant 5 anys en el Prime time de Telefe. A Espanya va aconseguir emetre més de 900 programes, suposant un gran èxit per a la cadena. Va ser presentat habitualment per Paula Vázquez. Mariona Xuclà i Rosa García Caro, s'encarregaven de substituir-la en els períodes vacacionals. El seu horari habitual era de 14h00 a 14h30 encara que el 17 de setembre de 2001 la cadena ho va moure a la franja de tarda (primer de 20h00 a 20h30 i després de 18h30 a 19h00). El principal objectiu del concurs era, a part de repartir diners, donar a conèixer la nova moneda que la UE implantaria a gairebé tots els seus països a partir de l'any 2002, l'euro.
Telecinco va decidir recuperar el programa el 9 de març de 2009, presentat per Eva González, en horari de 14h30 a 15h. Però l'espai no va obtenir el suport del públic, i va ser retirat l'1 de maig de 2009.

## Mecànica del concurs
El nombre de concursants era sempre de tres. El concurs tenia 4 fases:
1a fase (Actualitat europea): Es feien 4 preguntes relatives a actualitat europea. El concursant que sabés la resposta havia d'accionar el seu polsador. Si fallava, hi havia rebot i els altres concursants podien tornar a intentar respondre correctament. El concursant que encertava la pregunta guanyava 10 punts.
2a fase (Tema propi): Cada concursant havia de triar un bloc temàtic de 9 possibles (art, esports, espectacles, història, literatura, ciència, cor, geografia o Unió Europea) i tenia 60 segons per a respondre a totes les preguntes que pogués sobre aquest bloc que li eren formulades. Si fallava alguna pregunta, el concursant que estava a la seva esquerra podia intentar respondre i si fallava, tenia dret a fer-ho el concursant restant. En temporades avançades, es va eliminar espectacles i es van incloure com a blocs temàtics Cinema i TV, música, i naturalesa, mantenint els altres vuit, fent un total d'11 possibles. Per cada pregunta encertada se sumaven 10 punts al marcador.
3r fase (L'enigma): Darrere d'un panell amb 16 caselles, cadascuna amb una bandera d'un país de la Unió Europea, hi havia un enigma que calia endevinar. L'ordre de les banderes era: 1 Alemanya, 2 França, 3 Luxemburg, 4 Espanya, 5 Finlàndia, 6 Unió Europea, 7 Dinamarca, 8 Grècia, 9 Itàlia, 10 Regne Unit, 11 Bèlgica, 12 Països Baixos, 13 Portugal, 14 Suècia, 15 Irlanda i 16 Àustria.
Les caselles componien una foto i a més hi havia una paraula que podia ser la solució o una pista a l'enigma. Es feien preguntes de diversa temàtica que tenien 4 possibles respostes. Els concursants havien d'accionar el polsador i triar la resposta correcta. Si es fallava, els altres concursants tenien l'opció de tornar a intentar respondre correctament accionant de nou el polsador. Encertar la pregunta donava 10 punts i el dret a obrir dues caselles del panell. A més es llegia una pista relativa a l'enigma del panell. El concursant que encertés l'enigma doblegava la seva puntuació. Després d'acabar aquesta fase, el concursant amb més punts tenia dret a jugar la fase final i tornar l'endemà (fins a un màxim de deu). En les primeres temporades, els altres dos concursants quedaven eliminats, però posteriorment es va permetre tornar també al que quedava en 2n lloc.
Fase final (El panel de premis): En aquesta fase, la més important, en primer lloc s'extreia una de les cartes enviades pels espectadors, i se li trucava per telèfon. Per a poder concursar, en la carta havia de contenir un codi de barres d'un dels productes dels tres patrocinadors del programa. La persona agraciada havia de triar entre tres sobres (roig, blau o verd) que contenia cadascun una pregunta. El concursant guanyador havia de respondre-la correctament per a optar als premis.
Després de la pregunta, l'espectador havia de triar dues caselles d'un panell que contenia un total de 24. La primera casella triada era el premi que guanyava el concursant (Viatges, diners en metàl·lic, un cotxe, electrodomèstics...). Una vegada oberta la segona, l'espectador havia de triar que regal dels dos es quedava. Ocasionalment el programa col·locava diversos comodins en el panell que permetien obrir una altra casella per a intentar afavorir els espectadors.
En el panell estaven ocults els tres logos dels tres patrocinadors del programa, cadascun en una casella, que donaven els premis més alts. Si l'espectador obria un dels logos, s'emportava 5.000 euros i a més l'altre regal descobert. Si obria dos logos, guanyava 100.000 Euros i tenia dret a obrir una tercera casella. Si la tercera casella contenia el 3r logo, l'espectador guanyava un milió de Euros. Si no, guanyava 100.000 Euros i el regal de la 3r casella.
Només en una ocasió es va lliurar l'Euromillón, va ser el 1 de març de 2001, la vespra del tercer aniversari del programa.

## Audiències
- Temporada 97/98: 20.1%
- Temporada 98/99: 20.1%
- Temporada 99/00: 24.1%
- Temporada 00/01: 23.4%
- Temporada 01/02: 13.8%
  - En access prime time (temporada 01/02): 17.7%
  - En franja de tarda (temporada 01/02): 11,0%
- Temporada 2009: 11,7%